# Mont Lyall (Québec)
Pour les articles homonymes, voir Lyall et Mont Lyall.
Le mont Lyall est un mont dans le territoire non organisé de Mont-Albert, dans la municipalité régionale de comté (MRC) de La Haute-Gaspésie, dans la région de la Gaspésie–Îles-de-la-Madeleine, au Québec, au Canada. Il fait partie des monts Chic-Chocs. Le mont Lyall est situé sur un avancé de terre sur la rive ouest du lac Sainte-Anne.

## Toponymie
Le toponyme « mont Lyall » évoque le souvenir de T.O. Lyall, de la compagnie « Lyall Construction » de Montréal. Des droits miniers dans la région lui avaient été octroyés vers 1928. Le toponyme a été officialisé le 5 décembre 1968 à la Banque de noms de lieux de la Commission de toponymie du Québec.

## Activités

### Mine d'agates
La mine d'agates du mont Lyall est située dans le canton Lemieux sur le site d'un ancien volcan qui existait il y a 350 millions d'années. Valérien Côté a été le découvreur-fondateur de cette mine de pierres fines. Il avait commencé ses recherches géologiques en 1974. Entre 1979 à 1981, il y eut un déboisement d'une superficie de 700 hectares pour faciliter la prospection ; de nombreuses excavations ont été effectuées par un bulldozer D-8. Le premier indice significatif de pierres fines a été découvert en 1981.
Ce parc minier accueille les visiteurs pour une découverte d'environ 2 à 3 heures. Le site comporte deux carrières à ciel ouvert regorgeant de géodes de dimensions variées. L'activité consiste à la prospection et à la collecte de géodes. Les pierres coupées exposent des cavités de cristaux et minéraux notamment l'agate, le jaspe, la cornaline, le quartz de différentes couleurs (améthyste, citrine, quartz rose, fumé, noir), etc. Le public peut visiter cette mine à ciel ouvert depuis 1993. Jean-Paul Cameron, un retraité de Cap-Chat, a été le premier animateur au camp d'accueil.

### Randonnée
À partir du stationnement du mont Lyall, un sentier balisé permet d'atteindre le sommet. Cette ascension pédestre commence assez doucement en zone forestière jusqu'à la ligne de crête. Puis la pente devient plus accentuée à la mi-parcours et comporte un grand virage. Au sommet, plusieurs pistes secondaires permettent d'admirer le panorama ; toutes conduisent à un sentier balisée de retour.

### Ski de montagne
En 1990, les aménagements ont commencé au mont Lyall pour la pratique du ski de montagne grâce à la COOP Accès Chic-Chocs. Les travaux d'aménagement se sont poursuivis au fil des années grâce à la participation financière de plusieurs partenaires, notamment la MRC de La Haute-Gaspésie, le CLD de la Haute-Gaspésie, le gouvernement du Québec, la FQME, la Sépaq et Moutain Equipment Co-op (MEC). Le développement du domaine skiable développé vise à améliorer la qualité de l'expérience des skieurs notamment l'aménagement de nouveaux sous-bois, en construisant des abris journaliers, et d'améliorer les plans et mesures d'urgence.
Les skieurs peuvent faire l'ascension de la montagne par diverses montées : la montée de la Forteresse, la montée du Trail (laquelle est une zone propice aux avalanches), la route Lavoie et l'Autre Montée.